# Saint-Lothain
Saint-Lothain ist eine französische Gemeinde mit 461 Einwohnern (Stand 1. Januar 2022) im Département Jura in der Region Bourgogne-Franche-Comté. Sie gehört zum Arrondissement Dole und zum Kanton Bletterans. Die Bewohner nennen sich Saint-Lothinois oder Saint-Lothinoises. 
Die Nachbargemeinden sind Villerserine im Norden, Tourmont im Nordosten, Poligny und Miéry im Osten, Passenans und Frontenay im Süden, Darbonnay und Saint-Lamain im Westen sowie Bersaillin im Nordwesten.

## Bevölkerungsentwicklung
| Jahr                       | 1962 | 1968 | 1975 | 1982 | 1990 | 1999 | 2008 | 2008 |
| -------------------------- | ---- | ---- | ---- | ---- | ---- | ---- | ---- | ---- |
| Einwohner                  | 462  | 425  | 430  | 396  | 418  | 435  | 434  | 471  |
| Quellen: Cassini und INSEE |      |      |      |      |      |      |      |      |

## Sehenswürdigkeiten
- Kirche Saint-Lothain aus dem 12. Jahrhundert, Monument historique[1]